# Safdarabad
Safdarabad é uma cidade do Paquistão localizada no distrito de Sheikhupura, província de Punjab. Seu nome anterior era Dhaban Singh.